# José Luis Aramburu Topete
Pour les articles homonymes, voir Aramburu et Topete (homonymie).
 (mai 2025).
La mise en forme du texte ne suit pas les recommandations de Wikipédia : il faut le « wikifier ».
Les points d'amélioration suivants sont les cas les plus fréquents. Le détail des points à revoir est peut-être précisé sur la page de discussion.
- Les titres sont pré-formatés par le logiciel. Ils ne sont ni en capitales, ni en gras.
- Le texte ne doit pas être écrit en capitales (les noms de famille non plus), ni en gras, ni en italique, ni en « petit »…
- Le gras n'est utilisé que pour surligner le titre de l'article dans l'introduction, une seule fois.
- L'italique est rarement utilisé : mots en langue étrangère, titres d'œuvres, noms de bateaux, etc.
- Les citations ne sont pas en italique mais en corps de texte normal. Elles sont entourées par des guillemets français : « et ».
- Les listes à puces sont à éviter, des paragraphes rédigés étant largement préférés. Les tableaux sont à réserver à la présentation de données structurées (résultats, etc.).
- Les appels de note de bas de page (petits chiffres en exposant, introduits par l'outil «  Source ») sont à placer entre la fin de phrase et le point final[comme ça].
- Les liens internes (vers d'autres articles de Wikipédia) sont à choisir avec parcimonie. Créez des liens vers des articles approfondissant le sujet. Les termes génériques sans rapport avec le sujet sont à éviter, ainsi que les répétitions de liens vers un même terme.
- Les liens externes sont à placer uniquement dans une section « Liens externes », à la fin de l'article. Ces liens sont à choisir avec parcimonie suivant les règles définies. Si un lien sert de source à l'article, son insertion dans le texte est à faire par les notes de bas de page.
- La présentation des références doit suivre les conventions bibliographiques. Il est recommandé d'utiliser les modèles {{Ouvrage}}, {{Chapitre}}, {{Article}}, {{Lien web}} et/ou {{Bibliographie}}. Le mode d'édition visuel peut mettre en forme automatiquement les références.
- Insérer une infobox (cadre d'informations à droite) n'est pas obligatoire pour parachever la mise en page.

Pour une aide détaillée, merci de consulter Aide:Wikification.
Si vous pensez que ces points ont été résolus, vous pouvez retirer ce bandeau et améliorer la mise en forme d'un autre article.
José Luis Aramburu Topete, né le 23 juillet 1918 à Huelva et mort le 13 janvier 2011 à Majadahonda, est un militaire espagnol. Il a combattu avec les rebelles lors de la Guerre Civile, et a fait partie de la Division Bleue et de l'Armée espagnole pendant le franquisme. À l'époque de la Transition il a été directeur général de la Garde civile et a tenté d'étouffer la tentative de putsch du 23-F. Il a atteint le grade de lieutenant général.

## Biographie

### Enfance et jeunesse
Il est né à Huelva, où il a vécu jusqu'à l'âge de trois ans. Son père, ingénieur des mines, était à l'époque directeur de la mine de pyrite de la Torerera, à Calañas. Le père de José Luis était d'origine basque, et sa mère était sévillane. Alors qu'il avait trois ans, la famille au complet est allée habiter à la mine, à Calañas, où Aramburu a partagé ses jeux avec les fils des mineurs. Alors qu'il avait dix ans son père a été muté à Cáceres, où a emménagé toute la famille. C'est là que le jeune José Luis a commencé à étudier pour le baccalauréat. En 1932, la famille s'est déplacée en Catalogne, suivant les mutations du père. C'est l'activité professionnelle de son père qui l'a conduit à devenir ingénieur des mines, ce pour quoi il est allé étudier à Madrid, suivant le cours d'intégration à l'école des Mines.

### Guerre civile espagnole
Lorsque la Guerre Civile a éclaté, Aramburu se trouvait en vacances avec sa famille en Catalogne. Il a fui en France et de là à Lisbonne, en direction de la zone contrôlée par les rebelles, où il s'est enrôlé comme volontaire en octobre 1936. De Séville il est passé au front de Cordoue. Pendant la guerre il a été affecté aux bataillons de Zapadores-Minadores no 2 et 6 et au Régiment de Fortifications no 2. Il a participé aux batailles de Brunete et Teruel (où il a été blessé), ainsi qu'à la campagne de Santander et à diverses actions sur les fronts des Asturies, Guadalajara, Lleida, Barcelone et Tarragone. Les missions d'Aramburu consistaient en travaux de fortification et réparation de routes, accompagnement de chars de combat et soutien à des contre-attaques et destruction de mines.

### Deuxième Guerre mondiale
Après la fin de la Guerre Civile, Aramburu Topete a intégré l'Académie d'Ingénieurs de Burgos, et a été incorporé au corps des Ingénieurs en 1941. En 1942 il s'est engagé comme volontaire dans la Division Bleue. Avec le grade de capitaine d'Ingénieurs, il a obtenu le commandement de la 3e compagnie du bataillon de Zapadores. Lors de la campagne il a participé à la bataille de Krasny Bor, pendant le siège de Leningrad (février 1943), et à plusieurs actions dans les secteurs de Novgorod et Sapolje. Pour ses services pendant la campagne, il a reçu deux décorations du régime nazi.

### Affectations en Espagne
En 1946 il a été affecté au Bataillon de Montagne no 42 établi à Gérone avec le grade de commandant. Dans ce bataillon il a effectué des tâches de fortification et réhabilitation de routes dans les Pyrénées. Il a été promu lieutenant colonel en 1959. Quatre ans après, en 1963 il a refusé la nomination de gouverneur civil de Cáceres. En 1970 il a été promu colonel. En 1973 il a obtenu le commandement du Régiment Mixte d'Ingénieurs no 9, en poste au Sahara occidental, où il est resté jusqu'à l'évacuation du territoire fin 1975. Cette année-là il avait été promu général de Brigade, et nommé chef des Ingénieurs de la Deuxième Région Militaire. En 1979 il est devenu général de Division. Très proche du lieutenant général Gutiérrez Mellado, ministre de la Défense sous Adolfo Suárez depuis 1977, il a été nommé par celui-ci sous-secrétaire de la Politique de Défense et de la Junte Nationale de Défense en 1979, conservant ce poste lorsque Gutiérrez Mellado a occupé peu après la première vice-présidence et Agustín Rodríguez Sahagún lui a succédé comme ministre de la Défense.
En 1980, après la crise causée par l'opposition du lieutenant général Pedro Fontenla, alors directeur général de la Garde civile, à la dépendance de celle-ci du ministère de l'Intérieur pour les fonctions d'ordre public, Aramburu Topete a pris sa relève à la tête de la Garde civile. En 1981 il a été promu lieutenant général, et est resté à la tête de la Garde civile jusqu'à son passage à la réserve en 1983.
Il a été professeur de l'Académie Générale de l'Air, de Coopération Aéroterrestre et du CESEDEN.

### Tentative de putsch du 23 février 1981
Le service le plus remarqué de ce militaire a été son intervention pour mettre fin au putsch de 1981, lors duquel des gardes civils putschistes, menés par le lieutenant colonel Antonio Tejero, ont assailli la Chambre des députés le 23 février 1981.
Face à l'assaut, il a pris le commandement du dispositif organisé par les Forces et Corps de Sécurité de l'État pour mettre fin à l'assaut à la Chambre des députés. Il a également pénétré dans l'enceinte pour ordonner au lieutenant colonel Tejero d'abandonner son attitude, sans succès.

### Après son passage à la réserve
Après son passage à la réserve il a été vice-président de l'entreprise Santa Barbara de Industrias Militares (1984) et Défenseur du Malade à Majadahonda.